# HangBoard

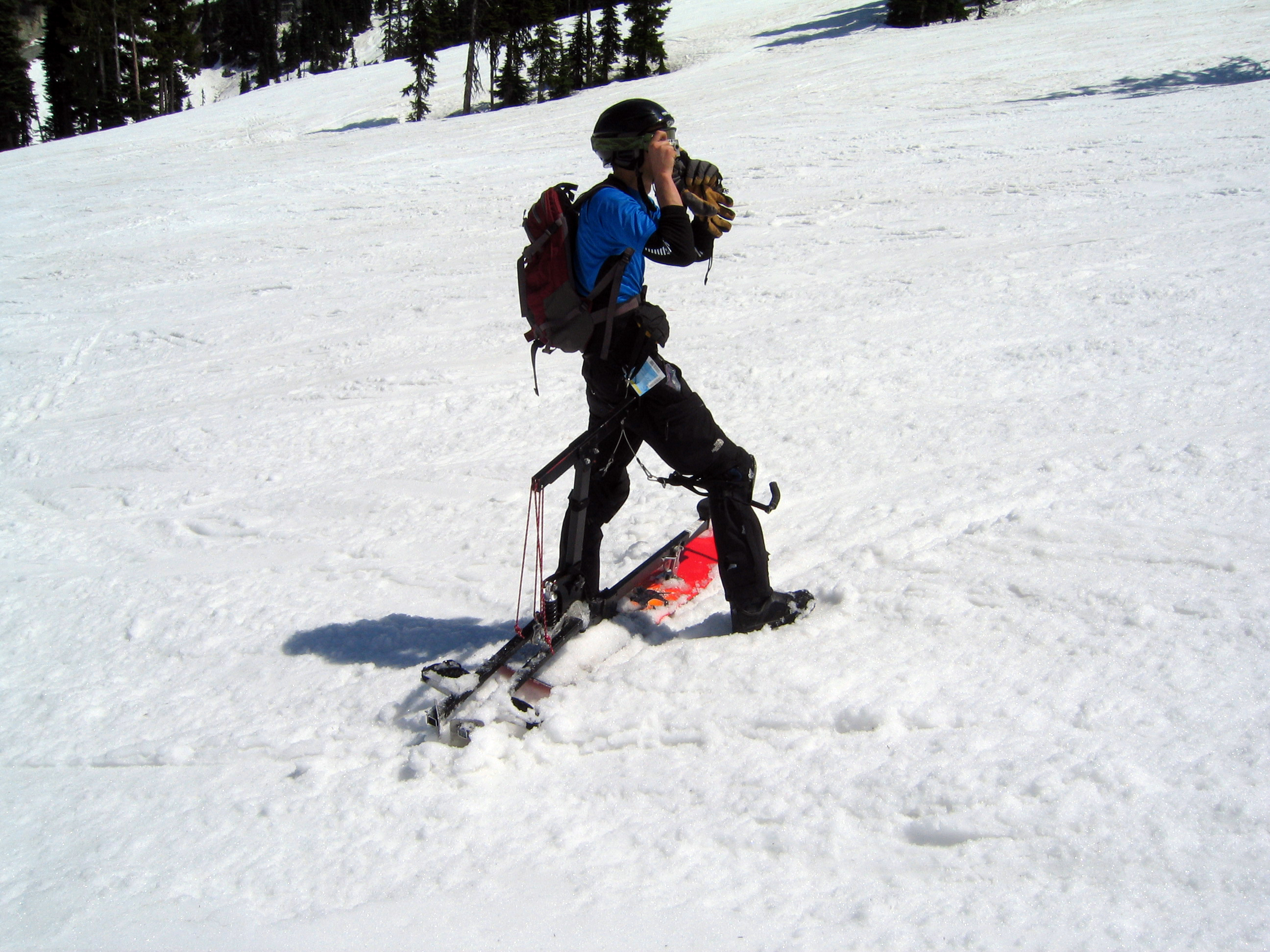
HangBoard

A HangBoard é um dispositivo usado na prática de hangboarding, uma atividade desportiva realizada na neve.

## História

### Desenvolvimento
O HangBoard foi inventado em 2001 através dos esforços do canadense Don Arney. Há também outras pessoas que contribuíram ao se envolverem no processo de desenvolvimento, entre eles o "designer" canadense Peter Brooke e o "designer" americano Charles Buchwald. Também participou do desenvolvimento o snowboarding o também campeão de ciclismo de montanha canadense Everest MacDonald.

## HangBoarding
O HangBoarding é um novo desporto radical, e também pode ser classificado genericamente de “asa-delta sobre a neve”, por manter similaridade com este outro esporte. É praticado com handboard, quando o piloto sobe a bordo de um HangBoard, que é um aparelho que pode ser descrito como um dispositivo aparafusado a um prancha de snowboard no mesmo local onde fica o footstrap do snowboard, o piloto fica pendurado em um arreio localizado debaixo de uma barra em forma de T, segura o guidão na parte dianteira  e encaixa os pés nas pinças e no lemes localizado na parte traseira do “handboard”.

## Posição e Pilotagem
O piloto não fica posicionado na vertical ou em pé como no snowboard, ao contrario ele fica na horizontal pendurado a uma espécie de cinta semelhante aquelas usadas nas asas deltas, com isso o controle não está mais relacionado ao peso do piloto como acontece no snowboard, ao se deslocar ocorrendo com o hangboard, o piloto atingirá o controle direcional do handboaard usando os lemes que ficam posicionados nos pés. quando usados simultaneamente, os lemes funcionaram como freios, além disso o piloto deve empurrar o seu corpo para trás para que consiga efetivamente frear (travar).

## Características
O quadro do HangBoard é feito de alumínio aeronáutico, e pesam menos de 11 kg sem o snowboard, As suas medidas são 160 cm de comprimento, 32 cm de altura, o  quando dobrado para cima, fica com 47 cm de largura. ]

## Ligações Externas
- inventorspot
- hangboard
- hangboardexplained
- encyclo